# Peter Scheibner (Radsportler)
Peter Scheibner (* 1959) ist ein ehemaliger deutscher Radsportler und nationaler Meister im Radsport.

## Sportliche Laufbahn
Scheibner, der für den SC Karl-Marx-Stadt startete, siegte bei der DDR-Meisterschaft 1980 im Mannschaftszeitfahren auf der Straße. Er war siebenmal am Start der DDR-Rundfahrt und erzielte mit dem 13. Platz 1982 dabei sein bestes Ergebnis. Ab 1979 hatte er mehrfach Einsätze in der Nationalmannschaft der DDR u. a. bei der Baltic-Rundfahrt, der Polen-Rundfahrt, der Tour de Bohemia, der Slowakei-Rundfahrt und der Jugoslawien-Rundfahrt. Bei den Landes-Rundfahrten war der 9. Platz 1982 in der Polen-Rundfahrt sein bestes Resultat. 1979 wurde er Dritter bei Rund um Berlin. 1982 konnte er die Etappenfahrt um den Mecsek-Cup in Ungarn für sich entscheiden. 1983 holte er zwei Etappensieg im Rumänien-Cup.